# クラウス・アウゲンターラー
クラウス・アウゲンターラー（Klaus Augenthaler、1957年9月26日 - ）は、ドイツ（旧西ドイツ）出身のサッカー選手、サッカー指導者。愛称はアウゲ（Auge＝ドイツ語で目の意味）。

## 経歴
現役時代のポジションはディフェンダー。デビューから引退までバイエルン・ミュンヘンでクラブキャリアを全うした。1985年11月23日のリーグ戦で、ヴェルダー・ブレーメン戦において、ルディ・フェラーに対しての悪質なファールで、長期離脱の怪我を負わせ、ドイツ国内で大きな批判を浴びた。
西ドイツ代表として2度のワールドカップ（1986年、1990年）に出場。1990年大会ではリベロとしてギド・ブッフバルト、ユルゲン・コーラーからなる屈強なストッパー陣を統率して堅守を築き、西ドイツの優勝に貢献した。
引退後は指導者として、ドイツ、オーストリアのクラブで監督を歴任しているが、好結果を残す事が出来ずにいる。

## 所属クラブ
- バイエルン・ミュンヘン 1976-1991

## 指導者歴
- バイエルン・ミュンヘン ：アシスタントコーチ 1992-1997
- グラーツァーAK ：監督 1997-2000
- 1.FCニュルンベルク ：監督 2000-2003
- バイエル・レバークーゼン ：監督 2003-2005
- VfLヴォルフスブルク ：監督 2006-2007
- SpVggウンターハヒンク ：監督 2010-2011

## 獲得タイトル（選手として）
- ドイツ・ブンデスリーガ 7回(1979-80, 1980-81, 1984-85, 1985-86, 1986-87, 1988-89, 1989-90)
- DFBポカール 3回(1981-82, 1983-84, 1985-86)
- DFLスーパーカップ 1985(非公式), 1986